# Eishockey-Weltmeisterschaft der U18-Frauen 2011
Die 4. Eishockey-Weltmeisterschaften der U18-Frauen der Internationalen Eishockey-Föderation IIHF waren die Eishockey-Weltmeisterschaften des Jahres 2011 in der Altersklasse der Unter-Achtzehnjährigen (U18). Insgesamt nahmen zwischen dem 1. Januar und 3. April 2011 14 Nationalmannschaften an den zwei Turnieren der Top-Division sowie der Division I teil.
Der Weltmeister wurde zum dritten Mal die Mannschaft der Vereinigten Staaten, die im Finale den Erzrivalen aus Kanada mit 5:2 bezwingen konnte. Die deutsche Mannschaft beendete das Turnier mit dem sechsten Platz in der Top-Division, der Schweiz gelang in der Top-Division durch einen Sieg im entscheidenden Spiel gegen Japan die Vermeidung des Abstiegs in die Division I. Das Team aus Österreich belegte in der Division I den dritten Platz, Russland gelang ungeschlagen der direkte Wiederaufstieg in die Top-Division.

## Teilnehmer, Austragungsorte und -zeiträume
- Top-Division: 1. bis 8. Januar 2011 in Stockholm, Schweden

Teilnehmer:  Deutschland,  Finnland,  Japan,  Kanada (Titelverteidiger),  Schweden,  Schweiz (Aufsteiger),  Tschechien,  USA
- Division I: 28. März bis 3. April 2011 in Dmitrow, Russland

Teilnehmer:  Frankreich,  Kasachstan,  Norwegen,  Österreich,  Russland (Absteiger),  Slowakei

## Top-Division
Die U18-Weltmeisterschaft der Top-Division fand vom 1. bis 8. Januar 2011 in der schwedischen Hauptstadt Stockholm statt. Die Spiele wurden in der Stora Mossens Ishall (2.180 Plätze) und der im Stadtteil Kista gelegenen Husby Ishall (1.980 Plätze) ausgetragen.
Es nahmen acht Nationalmannschaften teil, die in zwei Gruppen zu je vier Teams spielten. Den Weltmeistertitel sicherten sich die Vereinigten Staaten durch einen 5:2-Sieg über Kanada. Es war der insgesamt dritte Titelgewinn für die US-Amerikanerinnen.
| Gruppe A    | Gruppe B   |
| ----------- | ---------- |
| Kanada      | USA        |
| Deutschland | Schweden   |
| Finnland    | Japan      |
| Schweiz     | Tschechien |

### Modus
Nach den Gruppenspielen der Vorrunde qualifizieren sich die beiden Gruppenersten direkt für das Halbfinale. Die Gruppenzweiten und -dritten bestreiten je ein Qualifikationsspiel zur Halbfinalteilnahme. Die Vierten der Gruppenspiele bestreiten eine Best-of-Three-Runde um den siebten Platz sowie den Abstieg in die Division I.

### Austragungsorte
| Stockholm |

| Kista |

| Stockholm |

| Kista |

### Vorrunde

#### Gruppe A
| 1. Januar 2011 15:00 Uhr (Ortszeit) | Kanada | 9:1 (2:0, 3:1, 4:0) Spielbericht | Schweiz | Husby Ishall, Kista Zuschauer: 122 |

| 1. Januar 2011 18:30 Uhr | Deutschland | 1:0 (0:0, 1:0, 0:0) Spielbericht | Finnland | Husby Ishall, Kista Zuschauer: 61 |

| 2. Januar 2011 15:00 Uhr | Deutschland | 4:2 (3:0, 0:0, 1:2) Spielbericht | Schweiz | Husby Ishall, Kista Zuschauer: 104 |

| 2. Januar 2011 18:30 Uhr | Finnland | 0:6 (0:2, 0:2, 0:2) Spielbericht | Kanada | Husby Ishall, Kista Zuschauer: 166 |

| 4. Januar 2011 15:00 Uhr | Schweiz | 1:4 (1:2, 0:0, 0:2) Spielbericht | Finnland | Husby Ishall, Kista Zuschauer: 93 |

| 4. Januar 2011 18:30 Uhr | Kanada | 8:1 (1:0, 4:0, 3:1) Spielbericht | Deutschland | Husby Ishall, Kista Zuschauer: 117 |

| Pl. |             | Sp | S | OTS | OTN | N | Tore  | Punkte |
| 1.  | Kanada      | 3  | 3 | 0   | 0   | 0 | 23:02 | 9      |
| 2.  | Deutschland | 3  | 2 | 0   | 0   | 1 | 06:10 | 6      |
| 3.  | Finnland    | 3  | 1 | 0   | 0   | 2 | 04:08 | 3      |
| 4.  | Schweiz     | 3  | 0 | 0   | 0   | 3 | 04:17 | 0      |

Abkürzungen: Pl. = Platz, Sp = Spiele, S = Siege, OTS = Siege nach Verlängerung (Overtime) oder Penaltyschießen, OTN = Niederlagen nach Verlängerung oder Penaltyschießen, N = Niederlagen

Erläuterungen: Halbfinalqualifikant, Viertelfinalqualifikant, Abstiegsrundenqualifikant

#### Gruppe B
| 1. Januar 2011 16:00 Uhr | USA | 11:0 (2:0, 5:0, 4:0) Spielbericht | Tschechien | Stora Mossens Ishall, Stockholm Zuschauer: 158 |

| 1. Januar 2011 19:30 Uhr | Schweden | 2:1 (1:1, 1:0, 0:0) Spielbericht | Japan | Stora Mossens Ishall, Stockholm Zuschauer: 207 |

| 2. Januar 2011 16:00 Uhr | Japan | 1:7 (1:2, 0:2, 0:3) Spielbericht | USA | Stora Mossens Ishall, Stockholm Zuschauer: 114 |

| 2. Januar 2011 19:30 Uhr | Schweden | 3:2 (1:1, 1:1, 1:0) Spielbericht | Tschechien | Stora Mossens Ishall, Stockholm Zuschauer: 227 |

| 4. Januar 2011 16:00 Uhr | Tschechien | 4:1 (1:1, 2:0, 1:0) Spielbericht | Japan | Stora Mossens Ishall, Stockholm Zuschauer: 33 |

| 4. Januar 2011 19:30 Uhr | USA | 10:0 (4:0, 3:0, 3:0) Spielbericht | Schweden | Stora Mossens Ishall, Stockholm Zuschauer: 403 |

| Pl. |            | Sp | S | OTS | OTN | N | Tore  | Punkte |
| 1.  | USA        | 3  | 3 | 0   | 0   | 0 | 28:01 | 9      |
| 2.  | Schweden   | 3  | 2 | 0   | 0   | 1 | 05:13 | 6      |
| 3.  | Tschechien | 3  | 1 | 0   | 0   | 2 | 06:15 | 3      |
| 4.  | Japan      | 3  | 0 | 0   | 0   | 3 | 03:13 | 0      |

Abkürzungen: Pl. = Platz, Sp = Spiele, S = Siege, OTS = Siege nach Verlängerung (Overtime) oder Penaltyschießen, OTN = Niederlagen nach Verlängerung oder Penaltyschießen, N = Niederlagen

Erläuterungen: Halbfinalqualifikant, Viertelfinalqualifikant, Abstiegsrundenqualifikant

### Abstiegsrunde
Die Relegationsrunde wurde im Modus „Best-of-Three“ ausgetragen. Hierbei trafen der Viertplatzierte der Gruppe A und der Vierte der Gruppe B aufeinander. Die Mannschaft, die von maximal drei Spielen zuerst zwei für sich entscheiden konnte, verblieb in der WM-Gruppe, der Verlierer stieg in die Division I ab.
| 5. Januar 2011 12:00 Uhr (Ortszeit) | Japan | 0:4 (0:0, 0:2, 0:2) Spielbericht Stand: 0:1 | Schweiz | Husby Ishall, Kista Zuschauer: 67 |

| 7. Januar 2011 17:30 Uhr | Schweiz | 1:5 (1:0, 0:3, 0:2) Spielbericht Stand: 1:1 | Japan | Husby Ishall, Kista Zuschauer: 68 |

| 8. Januar 2011 12:00 Uhr | Japan | 1:5 (0:1, 1:3, 0:1) Spielbericht Stand: 1:2 | Schweiz | Stora Mossens Ishall, Stockholm Zuschauer: 58 |

### Finalrunde
|  | Viertelfinale    | Viertelfinale | Viertelfinale |    |            | Halbfinale | Halbfinale | Halbfinale |    |          | Finale           | Finale           | Finale           |
|  |                  |               |               |    |            |            |            |            |    |          |                  |                  |                  |
|  |                  |               |               |    |            | B1         | USA        | 14         |    |          |                  |                  |                  |
|  | A2               | Deutschland   | 1             |    |            | B3         | Tschechien | 1          |    |          |                  |                  |                  |
|  | B3               | Tschechien    | 3             |    |            |            |            |            |    | B1       | USA              | 5                |                  |
|  |                  |               |               |    | A1         | Kanada     | 2          |            |    |          |                  |                  |                  |
|  |                  |               |               | A1 | Kanada     | 6          |            |            |    |          |                  |                  |                  |
|  | B2               | Schweden      | 2             |    |            | A3         | Finnland   | 1          |    |          | Spiel um Platz 3 | Spiel um Platz 3 | Spiel um Platz 3 |
|  | A3               | Finnland      | 3             |    |            |            |            |            | A3 | Finnland | 3                |                  |                  |
|  |                  |               |               | B3 | Tschechien | 0          |            |            |    |          |                  |                  |                  |
|  |                  |               |               |    |            |            |            |            |    |          |                  |                  |                  |
|  | Spiel um Platz 5 |               |               |    |            |            |            |            |    |          |                  |                  |                  |
|  | A2               | Deutschland   | 0             |    |            |            |            |            |    |          |                  |                  |                  |
|  | B2               | Schweden      | 2             |    |            |            |            |            |    |          |                  |                  |                  |

#### Viertelfinale
| 5. Januar 2011 15:30 Uhr (Ortszeit) | Deutschland | 1:3 (0:0, 0:1, 1:2) Spielbericht | Tschechien | Stora Mossens Ishall, Stockholm Zuschauer: 81 |

| 5. Januar 2011 19:00 Uhr | Schweden | 2:3 n. V. (0:0, 1:2, 1:0, 0:1) Spielbericht | Finnland | Stora Mossens Ishall, Stockholm Zuschauer: 202 |

#### Spiel um Platz 5
| 7. Januar 2011 12:00 Uhr | Deutschland | 0:2 (0:2, 0:0, 0:0) Spielbericht | Schweden | Stora Mossens Ishall, Stockholm Zuschauer: 147 |

#### Halbfinale
| 7. Januar 2011 15:30 Uhr | Kanada | 6:1 (2:0, 3:0, 1:1) Spielbericht | Finnland | Stora Mossens Ishall, Stockholm Zuschauer: 157 |

| 7. Januar 2011 19:00 Uhr | USA | 14:1 (2:1, 5:0, 7:0) Spielbericht | Tschechien | Stora Mossens Ishall, Stockholm Zuschauer: 152 |

#### Spiel um Platz 3
| 8. Januar 2011 15:30 Uhr | Finnland | 3:0 (1:0, 2:0, 0:0) Spielbericht | Tschechien | Stora Mossens Ishall, Stockholm Zuschauer: 180 |

#### Finale
| 8. Januar 2011 19:00 Uhr | USA | 5:2 (2:0, 2:2, 1:0) Spielbericht | Kanada | Stora Mossens Ishall, Stockholm Zuschauer: 436 |

### Statistik

#### Beste Scorerinnen
Abkürzungen: Sp = Spiele, T = Tore, V = Assists, Pkt = Punkte, +/− = Plus/Minus, SM = Strafminuten; Fett: Turnierbestwert
| Spieler        | Team    | Sp | T | V | Pkt | +/− | SM |
| -------------- | ------- | -- | - | - | --- | --- | -- |
| Alex Carpenter | USA     | 5  | 6 | 4 | 10  | +4  | 0  |
| Hannah Brandt  | USA     | 5  | 5 | 5 | 10  | +11 | 2  |
| Amanda Pelkey  | USA     | 5  | 4 | 6 | 10  | +9  | 2  |
| Emily Field    | USA     | 5  | 4 | 5 | 9   | +8  | 0  |
| Nicole Kosta   | Kanada  | 5  | 5 | 3 | 8   | +5  | 6  |
| Haley Skarupa  | USA     | 5  | 3 | 5 | 8   | +5  | 0  |
| Meghan Dufault | Kanada  | 5  | 2 | 6 | 8   | +6  | 2  |
| Layla Marvin   | USA     | 5  | 6 | 1 | 7   | +9  | 2  |
| Laura Stacey   | Kanada  | 5  | 3 | 4 | 7   | +1  | 2  |
| Phoebe Stänz   | Schweiz | 6  | 3 | 4 | 7   | −4  | 14 |
| Lara Stalder   | Schweiz | 6  | 3 | 4 | 7   | −3  | 6  |

#### Beste Torhüterinnen
Abkürzungen: Sp = Spiele, Min = Eiszeit (in Minuten), GT = Gegentore, SO = Shutouts, Sv% = gehaltene Schüsse (in %), GTS = Gegentorschnitt; Fett: Turnierbestwert
| Spieler            | Team        | Sp | Min    | GT | SO | Sv%   | GTS  |
| ------------------ | ----------- | -- | ------ | -- | -- | ----- | ---- |
| Amanda Makela      | Kanada      | 2  | 120:00 | 2  | 0  | 94,59 | 1,00 |
| Nadja Gruber       | Deutschland | 4  | 239:27 | 7  | 1  | 94,35 | 1,75 |
| Tamara Klossner    | Schweiz     | 4  | 237:34 | 8  | 1  | 92,98 | 2,02 |
| Isabella Portnoj   | Finnland    | 6  | 341:46 | 15 | 1  | 92,82 | 2,63 |
| Veronika Hladíková | Tschechien  | 5  | 270:31 | 14 | 0  | 91,57 | 3,11 |

### Abschlussplatzierungen
| Pl. | Team        |
| --- | ----------- |
| 1   | USA         |
| 2   | Kanada      |
| 3   | Finnland    |
| 4   | Tschechien  |
| 5   | Schweden    |
| 6   | Deutschland |
| 7   | Schweiz     |
| 8   | Japan       |

### Titel, Auf- und Abstieg
| Weltmeister USA | Amanda Boulier, Hannah Brandt, Alex Carpenter, Sydney Daniels, Shiann Darkangelo, Emily Field, Shenae Lundberg, Layla Marvin, Milica McMillen, Megan Miller, Abby Ness, Amanda Pelkey, Emily Pfalzer, Michelle Picard, Paige Savage, Haley Skarupa, Lee Stecklein, Karley Sylvester, Dana Trivigno Trainerin: Jodi McKenna |

| Silber Kanada | Erin Ambrose, Shelby Bram, Harrison Browne, Gabrielle Davidson, Ann-Renée Desbiens, Meghan Dufault, Sarah Edney, Emily Fulton, Katy Josephs, Becca Kohler, Nicole Kosta, Halli Krzyzaniak, Sarah MacDonnell, Amanda Mäkelä, Cayley Mercer, Gina Repaci, Sarah Robson, Cydney Roesler, Jennifer Shields, Laura Stacey, Katarina Zgraja Trainerin: Sarah Hodges |

| Bronze Finnland | Christa Alanko, Milla Heikkinen, Anni Kettunen, Anna Kilponen, Johanna Koivisto, Venla Kotkaslahti, Katja Nurmesniemi, Jenni Oinonen, Suvi Ollikainen, Ella Pietikäinen, Isabella Portnoj, Isa Rahunen, Salla Raitala, Tiina Ranne, Anni Rantanen, Jenna Suokko, Marianne Tanninen, Susanna Tapani, Noora Tulus, Saana Valkama Trainer: Juuso Toivola |

| Absteiger in die Division I:    | Japan    |
| Aufsteiger in die Top-Division: | Russland |

### Auszeichnungen
Spielertrophäen
| Auszeichnung        | Spielerin        | Team     |
| ------------------- | ---------------- | -------- |
| Beste Torhüterin    | Isabella Portnoj | Finnland |
| Beste Verteidigerin | Milica McMillen  | USA      |
| Beste Stürmerin     | Alex Carpenter   | USA      |

## Division I
Das Turnier der Division I wurde vom 28. März bis 3. April 2011 in Dmitrow in Russland ausgetragen. Die Spiele fanden im Eispalast Dmitrow statt, in dem 2.000 Zuschauer Platz finden.
| 28. März 2011 10:00 Uhr (Ortszeit) | Norwegen | 0:1 (0:1, 0:0, 0:0) Spielbericht | Slowakei | Eispalast, Dmitrow Zuschauer: 150 |

| 28. März 2011 13:30 Uhr | Österreich | 5:0 (2:0, 1:0, 2:0) Spielbericht | Frankreich | Eispalast, Dmitrow Zuschauer: 100 |

| 28. März 2011 17:00 Uhr | Kasachstan | 0:19 (0:5, 0:8, 0:6) Spielbericht | Russland | Eispalast, Dmitrow Zuschauer: 2.000 |

| 29. März 2011 10:00 Uhr | Frankreich | 0:5 (0:3, 0:2, 0:0) Spielbericht | Norwegen | Eispalast, Dmitrow Zuschauer: 100 |

| 29. März 2011 13:30 Uhr | Slowakei | 11:3 (5:2, 3:0, 3:1) Spielbericht | Kasachstan | Eispalast, Dmitrow Zuschauer: 100 |

| 29. März 2011 17:00 Uhr | Russland | 6:1 (1:1, 2:0, 3:0) Spielbericht | Österreich | Eispalast, Dmitrow Zuschauer: 1.000 |

| 31. März 2011 10:00 Uhr | Kasachstan | 0:7 (0:1, 0:3, 0:3) Spielbericht | Österreich | Eispalast, Dmitrow Zuschauer: 100 |

| 31. März 2011 13:30 Uhr | Frankreich | 1:2 (1:1, 0:1, 0:0) Spielbericht | Slowakei | Eispalast, Dmitrow Zuschauer: 56 |

| 31. März 2011 17:00 Uhr | Russland | 4:1 (2:0, 0:1, 2:0) Spielbericht | Norwegen | Eispalast, Dmitrow Zuschauer: 1.100 |

| 1. April 2011 10:00 Uhr | Frankreich | 4:3 (1:1, 1:1, 2:1) Spielbericht | Kasachstan | Eispalast, Dmitrow Zuschauer: 60 |

| 1. April 2011 13:30 Uhr | Österreich | 4:3 (1:0, 1:1, 2:2) Spielbericht | Norwegen | Eispalast, Dmitrow Zuschauer: 70 |

| 1. April 2011 17:00 Uhr | Slowakei | 0:5 (0:2, 0:3, 0:0) Spielbericht | Russland | Eispalast, Dmitrow Zuschauer: 1.500 |

| 3. April 2011 10:00 Uhr | Norwegen | 7:2 (3:0, 3:1, 1:1) Spielbericht | Kasachstan | Eispalast, Dmitrow Zuschauer: 65 |

| 3. April 2011 13:30 Uhr | Slowakei | 5:2 (2:0, 1:0, 2:2) Spielbericht | Österreich | Eispalast, Dmitrow Zuschauer: 75 |

| 3. April 2011 17:00 Uhr | Russland | 10:0 (4:0, 3:0, 3:0) Spielbericht | Frankreich | Eispalast, Dmitrow Zuschauer: 1.850 |

| Pl. |            | Sp | S | OTS | OTN | N | Tore  | Punkte |
| 1.  | Russland   | 5  | 5 | 0   | 0   | 0 | 44:02 | 15     |
| 2.  | Slowakei   | 5  | 4 | 0   | 0   | 1 | 19:11 | 12     |
| 3.  | Österreich | 5  | 3 | 0   | 0   | 2 | 19:14 | 09     |
| 4.  | Norwegen   | 5  | 2 | 0   | 0   | 3 | 16:11 | 06     |
| 5.  | Frankreich | 5  | 1 | 0   | 0   | 4 | 05:25 | 03     |
| 6.  | Kasachstan | 5  | 0 | 0   | 0   | 5 | 08:48 | 0      |

Abkürzungen: Pl. = Platz, Sp = Spiele, S = Siege, OTS = Siege nach Verlängerung (Overtime) oder Penaltyschießen, OTN = Niederlagen nach Verlängerung oder Penaltyschießen, N = Niederlagen

Erläuterungen: Aufsteiger in die Top-Division, Absteiger in die Qualifikation zur Division I

### Auf- und Abstieg
| Absteiger in die Division I:                   | Japan                  |
| Aufsteiger in die Top-Division:                | Russland               |
| Absteiger in die Qualifikation zur Division I: | Frankreich, Kasachstan |